# Mission de France
Teritoriální prelatura Mission de France (lat. Praelatura Territorialis Missionis Galliae seu Pontiniacensis, franc. Prélature territoriale de la Mission de France) je francouzská římskokatolická místní církev (územní prelatura) se sídlem v opatství Pontigny.
Od roku 2015 je prelátem Mission de France arcibiskup ze Sens, Mons. Giraud.

## Historie
Teritoriální prelatura Mission de France byla v Pontigny založena 15. srpna 1954, vyčleněním z arcidiecéze Sens.
Od 8. prosince 2002 je prelatura sufragánem dijonské arcidiecéze; do té doby byla sufragánem arcidiecéze Sens.

## Seznam prelátů Mission de France
- 1954-1964: Mons. Achille Liénart, kardinál
- 1964-1968: Mons. François Marty (později kardinál)
- 1964-1973: Mons. Henri Gufflet
- 1974: Mons. André Bossuyt
- 1975: Mons. François Marty, kardinál
- 1975-1982: Mons. Roger Etchegaray, kardinál
- 1982-1988: Mons. Albert Decourtray, kardinál
- 1988-1995: Mons. André Lacrampe
- 1996-2004: Mons. Georges Gilson
- 2004-2015: Mons. Yves Patenôtre
- 2015- : Mons. Hervé Giraud